# Angela Williams (Leichtathletin, 1980)
Angela Williams (* 30. Januar 1980 in Bellflower, Kalifornien) ist eine US-amerikanische Sprinterin, die im 100- und im 200-Meter-Lauf erfolgreich ist.

## Karriere
Bei den Juniorenweltmeisterschaften 1998 wurde sie Zweite im 100-Meter-Lauf.
Bei den Hallenweltmeisterschaften 2001 gewann sie im 60-Meter-Lauf die Silbermedaille. In der Freiluftsaison des gleichen Jahres war sie nominiert als Ersatzläuferin in der 4-mal-100-Meter-Staffel bei den Weltmeisterschaften in Edmonton. Sie bestritt den Vorlauf, durfte im Finale allerdings nur zusehen.
Den Gewinn der Silbermedaille über 60 Meter konnte sie bei den Hallenweltmeisterschaften 2003 wiederholen. Sie gewann außerdem als Startläuferin der 4-mal-100-Meter-Staffel die Silbermedaille bei den Weltmeisterschaften 2003 in Paris/Saint-Denis. Als Sechstplatzierte bei den US-Trials 2004 für die Olympischen Spiele in Athen wurde sie erneut für die Staffel nominiert. In Athen wurde die Staffel allerdings im Finale disqualifiziert.
2008 gewann sie Gold über 60 Meter bei den Hallenweltmeisterschaften in Valencia.
Angela Williams hat bei einer Größe von 1,56 m ein Wettkampfgewicht von 53 kg.